# Academia Sibelius
A Academia Sibelius (Finlandês Sibelius-Akatemia; Sueco Sibelius-Akademin) é uma escola de música em Helsínquia, Finlândia. O nome é em homenagem ao mais célebre compositor finladês Jean Sibelius. A academia é a única universidade de música na Finlândia e é um dos maiores conservatórios europeus com 1700 estudantes.

## Professores e estudantes notáveis
- Linda Brava, violinista, e também modelo e actriz
- Soile Isokoski, soprano
- Sasha Mäkilä, maestro
- Karita Mattila, soprano
- Olli Mustonen, pianista
- Sakari Oramo, director musical da Orquestra Sinfónica de Birmingham e maestro principal da Orquestra Sinfónica da Rádio Finlandesa
- Esa-Pekka Salonen, maestro da Orquestra Filarmónica de Los Angeles
- Jukka-Pekka Saraste, maestro da Orquestra Sinfónica de Toronto
- Osmo Vänskä, maestro da Minnesota Orchestra
- Tarja Turunen, soprano. Ex-Nightwish
- Matti Salminen, baixista.
- Leif Segerstam, maestro da Orquestra Filarmónica de Helsínquia
- Antti Siirala, vencedor dos concursos internacionais de piano de Dublin, Leeds, e Beethoven
- Eicca Toppinen, violoncelista formador da banda Apocalyptica
- Paavo Lötjönen, violoncelista formador da banda Apocalyptica
- Paula Vesala, vocalista da banda PMMP
- Perttu Kivilaakso, violoncelista formador da banda Apocalyptica